# Polyergus montivagus
Polyergus montivagus (лат.) — вид муравьёв-рабовладельцев из рода муравьёв-амазонок подсемейства Формицины (Formicinae).

## Описание
Муравьи коричневого цвета с саблевидными (без зубцов) жвалами. Встречаются в Канаде и США. Ведут «рабовладельческий» образ жизни, используя в качестве рабов муравьёв рода Formica (Formica pallidefulva).
Длина головы (HL) 1,40—1,70 мм, ширина головы (HW) 1,40—1,68, длина скапуса усиков (SL) 1,34—1,58, головной индекс (CI) 93—104, индекс скапуса (SI) 88—104, общая длина (TL) 5,68—7,16 мм.
Вид был впервые описан в 1915 году американским мирмекологом профессором Уильямом Мортоном Уилером под первоначальным названием Polyergus lucidus subsp. montivagus Wheeler, W. M. 1915.